# 大平透
大平 透（おおひら とおる、1929年〈昭和4年〉9月24日 - 2016年〈平成28年〉4月12日）は、日本の声優、俳優、アナウンサー。大平プロダクション代表。日本俳優連合副理事長。最後は81プロデュースに所属していた。クリスチャンで日本基督教団信徒。

## 生涯

### 生い立ち
東京府荏原郡蒲田町（後の東京市蒲田区、現・東京都大田区）出身。日本国有鉄道を務めていた父が、タイヤ修理工場、雑貨商を営むことなった関係から生後8か月でインドネシアに移住し、5歳まで姉と共にジャワ島のバンドンで過ごす。帰国後は蒲田区で過ごしたが、住んでいた家屋が防火帯工事に伴う立ち退き対象にされたため、これを契機に疎開を兼ねて父親の故郷である観音寺市に移り住む。
小学校卒業する頃は父のような技術者になりたいと考え、工業高校への進学を希望していたが、周囲の勧めもあり、東京府立第二十二中學校（後の東京都立城南高等学校、現:東京都立六本木高等学校）に進学。手先が器用で中学時代は美術は秀をもらい、終戦直後の中学4年生の時に東京美術学校（現:東京芸術大学美術学部）洋画科を受験するも落ちた。その事が「声優」へのプロセスとなっていたと振り返っている。終戦後は東京に一家で戻り、同高校を経て、露天商、闇屋の手先のようなバイトをしながら、明治大学政治経済学部に進学。東京六大学の野球選手を夢見ていたこともあり、明治大学硬式野球部で活躍するが、肺結核に罹患したため、3年間休学を余儀なくされる。

### キャリア
病も癒えて復学しようと考えていたところ、キリスト教の教会を八王子市のほうに建てて、牧師を自費で雇って教会を守ってきたというような熱心なクリスチャンであった父の勧めで受けたオーディションに合格したことで、1952年に「ルーテル・アワー（日本ルーテル・アワー）」専属アナウンサーでデビュー。大学は夜学に転籍して、仕事と並行しながら1954年に卒業した。その後、フリーアナウンサーを経て、ニッポン放送開局と同時にフリーのアナウンサー・制作プロデューサー・ディレクターとして、週2本のドキュメンタリーを制作していた。
1955年、ラジオ東京テレビ（現：TBSテレビ）開局と同時にTBS放送劇団へ入団し、フライシャー・スタジオ制作短編アニメシリーズ『スーパーマン』を再編集した『まんが・スーパーマン』で日本のテレビ史上初の日本語吹き替えを行う。翌年には実写版テレビシリーズ『スーパーマン』で主演のジョージ・リーヴスの吹き替えを担当。外国人が日本語を話すので当初こそ奇妙がられたが、好評を博して大平がタレントとして売り出す契機となった。しかし、主役のリーヴスがスーパーマン以降のキャリアが伸び悩み自殺に至ったことから、自身もスーパーマンでキャリアを終わらせたくないと考え、1960年に小林清志に引き継がせて降板する。
1958年、TBS劇団解散に伴いフリーとなり、1963年に大平プロダクションを設立。1982年からは大平透声優ゼミナールを開校し、後進の指導にあたっていた。この間には、『スーパーマン』などのシリアス路線から『恐妻天国』のフレッド・フリントストーン役や『ハクション大魔王』のハクション大魔王役などの主役に抜擢され、コメディ路線の新境地を開拓した。
1989年には『笑ゥせぇるすまん』の主役・喪黒福造役やディズニーキャラクターのピート役に抜擢され演じており、最晩年に病気療養で降板するまで専属で担当し続けた。
2000年8月26日、妻と死別。2005年頃には体力の衰えを感じ引退を考えるも、仕事をしていたスタッフの後押しを受けて病気療養するまで現役で活動し続けた。
2007年3月3日、第1回声優アワード功労賞を受賞。2013年には、第7回声優アワードで森功至、小原乃梨子、岡本茉利と共に「シナジー賞（タツノコプロ50周年）」を受賞した。3月23日、24日に開催された「東京アニメアワード2013」では第9回功労賞を受賞。

### 晩年・死去
2014年11月1日付けで81プロデュースに所属。2015年頃から体調を崩しがちになり、同年12月からは病院でリハビリに入ったため、持ち役には代役が立てられた。同年12月14日、ディズニー主催の謝恩会に出席。これが公の前に現した最後の姿となった。
2016年4月12日、肺炎で死去。86歳没。6月20日に、パレスホテル東京で偲ぶ献花式が執り行われた。

## 特色
声種は深みのある低音。
知名度の高い作品で主役やレギュラーを務めることが多かったため、晩年のインタビューでは自身のキャリアについて「つくづく私はラッキーだなって思いますよ。来る仕事、来る仕事、みんな当たっちゃうんですよね(笑)」と自負していた。
1970年から2001年まで毎日放送 - NET系（1975年4月からはTBS系）で土曜日の朝に放送されたワイドショー『八木治郎ショー』⇒『八木治郎ショー・いい朝8時』⇒『すてきな出逢い いい朝8時』では、1994年まで番組筆頭スポンサーだった田辺製薬（現：田辺三菱製薬）の生コマーシャルを担当した。

## 人物
趣味はゴルフ、釣り、麻雀、日曜大工、絵画。
大橋巨泉とは50年来の大の親友であった。大平の死去からちょうど3か月後に巨泉も死去している。弟子に安富史郎、浜田健作らがいる。義母は東京都議会議員。東京西洋家具同業組合の組合長であった藤田平三郎は大舅。
身長は180cmあり、アテレコ黎明期には狭いスタジオの中、一つのマイクを複数人で使用し収録するという環境において、大平がいると「邪魔っけでしょうがなかった」と比較的小柄な納谷悟朗は冗談混じりにインタビューで語ったことがある。なお、大平自身は多くの声優にそう思われていた当時を振り返り、「でも私が主役だったからねえ」とこれまた冗談混じりに語っている。
同年代の大塚周夫はインタビューを受けた2009年当時、現役でアテレコをやっている80代で芝居を真剣に勉強してきた役者の一人に大平の名前を挙げていた。
息子と娘がいた。

### 仕事に対する姿勢
ラジオ出身ということもあり、「声優」という呼称は抵抗なく用いた。反面、声優業自体には強いプライドを持ち、声優業が専業ではない芸能人が声優業をすることには批判的であった。
「自分が関わった仕事はヒットしてほしい」との思いから、嫌われることを覚悟の上で自分の意見や考えを主張し実践することが多かった。『笑ゥせぇるすまん』の収録現場では、リハーサル後にスタッフへ内容の面白さをはっきり伝え、台本が気に入らない場合は総監督を呼びつけ大平が自ら台詞を修正、変更していたという。当時演出だった大地丙太郎は後に、スタッフ間での大平は怖くうるさい存在だと言われていたものの「大平さんの言ってる事は正しいと思ってた」といい、台詞の変更も「確かに元の台詞より、大平さんの作った台詞の方がいい」と語っている。また、この姿勢について「作品を一所懸命やってるんだなと思ったんだ。何でもかんでも『面白くない』じゃなく、『面白い』と思ったら『面白いじゃねえか！』っていう。声優でそんな事を言う人はいないし、制作現場でも『これがいいんだ！』とガツンという人はいない」と評している。
デビュー時に監督やプロデューサーとしても活動していた経験から、共演する後輩声優にはアドバイスや指導をすることが多かった。「若手はヘタクソでも一生懸命やるけど、中堅になって慣れてくると手を抜くヤツがいるんですよ」と、演技力不足でも一生懸命な若手の演技に関しては寛容であったが、手を抜いた演技をした共演者（主に仕事に慣れて手を抜くことを覚えた中堅）がいた際は叱りつけていた。ランチタイムの時にビールを飲んでいた者に対しては本人に直接怒らず、プロデューサーに「午後に仕事を控えて酒を飲むヤツとは一緒に仕事したくないから、そいつを下ろすか、俺を下ろすか決めてくれ」と伝えたという。本人いわく「意地悪じゃなくてね、そういう“適当にやっている姿勢”が嫌なんです。私の弟子には、絶対そういう中堅にならないように指導していますけどね」とのこと。
スーパーマン役で有名になった影響で仕事に制限がかかってしまった過去があることから、オーディションには参加せず、デモ用テープは一切作らなかった。
自分がCMに出た企業は、その企業の製品しか使わないことをモットーにしていた。
持ち役には拘りが強かった。『ハクション大魔王』の続編『よばれてとびでて!アクビちゃん』では低予算のため、大平の演じた大魔王役にギャラが安い別の声優をキャスティングしようとしたところ、それを聞いた大平は新人ランクのギャラで出演を引き受けたという。
ファンを大切にしており、2008年の「第1回シンプソンズファン感謝祭」には無償で参加。また、この時に行われたサイン会は抽選にする予定でスタッフは大平にそれを勧めたが、「ある人は貰って、ある人は貰えないんじゃ、とってもかわいそうです」と大平の強い意向で来場者500人全員へのサインが実現した。

### エピソード
声優デビューにより、日本ルーテル・アワーの専属アナウンサーではなくなった後も『ルーテル・アワー』や『この人を見よ』などに引き続き出演したほか、ラジオのキリスト教伝道番組『心の友』や太平洋放送協会製作のテレビ伝道番組『特別番組・メリークリスマス』にも出演している。
1970年代、下積み時代のビートたけしがバイトしていた通産省前のガソリンスタンドで大平の車を給油したという話があり、タケちゃんマンロボのナレーション収録で楽屋に居た大平をたけしが訪れ、このエピソードを披露したという。

#### 出演作に関して
『まんが・スーパーマン』では、当初は録音をせずに生放送の生吹き替えで、1人5役（スーパーマンの恋人ロイス・レーンを含む）を演じ分けていた。これが大ヒットし、翌年1956年には実写版テレビシリーズ『スーパーマン』で主演のジョージ・リーヴスの吹替えを務めた（最高視聴率74.2%）。放送当時の人気は非常に高く、大平の名を一躍全国区に高めた。また番組宣伝ではリーヴス並みの大柄な体躯を買われ、自らスーパーマンの衣装を身につけて貢献している。また、1978年の映画版『スーパーマン』のテレビ朝日版にも大平は出演し、スーパーマンの父親ジョー・エル（マーロン・ブランド）の吹き替えを担当した。機内上映版ではクラーク・ケント（クリストファー・リーヴ）を担当しており、大平はジョージ・リーヴス版とクリストファー・リーヴ版の両方でスーパーマン役の日本語吹替を担当した唯一の声優である。このことから、日本では大平=スーパーマンのイメージが強い。地方でもスーパーマンだと指さされることが多く、リーヴスが死去した際にはファンから大平のもとに弔電が送られてきたこともあったという。『スーパーマン』の再放送時に再アフレコを依頼された際には、「スーパーマンで一生を終えたくない」としてこれを断ったが、小林清志が演じた再放送や広川太一郎が演じた『スーパーマンの新冒険』も大平が演じていたと誤解されることもあった。
デビューからしばらくは低音で演じる役柄が多かったが、ハンナ・バーベラ・プロダクション制作の『恐妻天国』（1961年、フジテレビ）で主人公・フレッドの「情けない感じ」を出すために高い声色を使って演じたところ、たまたまそれを観ていた広告代理店・読売広告社の当時の常務が『おらぁグズラだど』（1967年）の製作にあたり「絶対にグズラは大平透だ」と推薦し、グズラ役に抜擢される。以来、『ハクション大魔王』（1969年）ほか読売広告社 / タツノコプロ制作のアニメ作品に数多く出演するきっかけとなった。特に『ハクション大魔王』からは、フジテレビ系列日曜夕方6時台枠のアニメに放映された全てのタツノコアニメにレギュラー出演。『未来警察ウラシマン』（1983年）途中での放送枠変更を挟んで、『よろしくメカドック』（1984年）まで連続して出演している。また『カバトット』（1971年）、『かいけつタマゴン』（1972年）では「台詞なしで声の表情だけで演じるギャグアニメ」という制約の中、主役を演じ切っている。現場での信頼も厚く、タツノコ作品の収録では「座長」と呼ばれ、共演者のまとめ役的役割を果たした。『科学忍者隊ガッチャマン』（1972年）では、番組後半にささきいさお演じるコンドルのジョーを中心とするストーリー展開となったために、主演である大鷲の健を演じる森功至が憤慨し降板を申し出て現場を騒然とさせたため、「自分の都合で番組をやっているのではない」と森を説得し、現場の混乱を収めたこともある。
タツノコプロとは仕事以外でも親交があり、自身が支援していた北海道の障害者団体の児童のために、タツノコプロ創設者である吉田竜夫の妻を介して、タツノコ作品の上映会を開催している。また、上記のような経緯から読売広告社との関係も親密で「読広の社外取締役」とも言われた。
『笑ゥせぇるすまん』の喪黒福造役について、当初は熊倉一雄が99%内定していたものの、総監督の意向でオファーを受け喪黒の声を披露したところ、原作者の藤子不二雄Aも大絶賛し満場一致で大平に決まったという。
特撮ヒーロー番組ではピー・プロダクション制作の作品に関わりが深い。『マグマ大使』（1966年）では、当初は宇宙の帝王ゴアの声だけを担当する予定だったが、「表情の動かないぬいぐるみの動きと吹き替えのタイミングが合わせづらい」と、自ら申し出てゴアの着ぐるみを着け、これを演じている。着ぐるみでの演技は大量の汗をかくため、自宅の家政婦を連れて来て冷却や汗ふきを行っていた。『俺は透明人間!』（1970年）では俳優として第1話にギャング団のボス役でゲスト出演、『スペクトルマン』（1971年）では主人公が所属する組織「公害Gメン⇒怪獣Gメン」のリーダー・倉田室長役でレギュラー出演している。『スペクトルマン』では、自身の行きつけのブティックとタイアップして他のレギュラー出演者のスーツを用意していた。
東映作品には、『スパイキャッチャーJ3』（1965年）から出演。「スーパー戦隊シリーズ」では『秘密戦隊ゴレンジャー』（1975年）の第15話より参加。以後、『科学戦隊ダイナマン』（1983年）までの7作品、および『恐竜戦隊ジュウレンジャー』（1992年）のナレーターを担当した。『ダイナマン』では、編成上の都合から第10話より放送時間が短縮され、番組予告もそのあおりを受けたがアドリブを随所に入れ、時間的な制約をカバーした。ナレーションの際には、台本を読んで作品の状況を把握してから、監督と相談して作品の情景にあわせてナレーションするように心掛けていたという。ナレーター以外では『超力戦隊オーレンジャー』（1995年）で敵組織の首領・皇帝バッカスフンドの声を担当している。また、『メタルヒーローシリーズ』では『宇宙刑事シャイダー』（1984年）から参加、『超人機メタルダー』（1987年）以外の、『機動刑事ジバン』（1989年）までの5作品のナレーターを担当した。『宇宙刑事シャイダー』で主演を務めた円谷浩は、後年『THEウルトラ伝説』という円谷プロの集大成・再編集ビデオで初めてナレーターを担当した際、『シャイダー』のナレーターだった大平の語りが強く印象に残っているといい、「あれは凄いよね」と敬意を払っていた。
洋画作品では、テリー・サバラスの吹き替えを多く演じている。サバラス主演のテレビシリーズ『刑事コジャック』（1975年 - 1979年、TBS系）は当初、大平が吹替える予定だったが、当時の演出担当ディレクターが「吹き替えのためには、声優もオリジナル俳優と同じ格好で生活してリアリティを出すべきだ」と主張し、大平に対して丸坊主になるよう要求したが、当時田辺製薬の生CMに出演していた都合から不可能だったため大平は降板。森山周一郎が吹替えることになった。海外テレビシリーズでは『スパイ大作戦』（1967年 - 1973年、フジテレビ系）の番組プロローグに登場する「指令の声（演：ボブ・ジョンソン）」の吹き替えでも知られる。
『ザ・シンプソンズ』のホーマー・シンプソンの吹替声優に抜擢される。他の声優陣がオーディションで選ばれた中、大平のみ制作側の指名であった。『ザ・シンプソンズ MOVIE』では話題性重視のため一度声優が変更されたものの、ファンの抗議や活動によりDVD発売時にオリジナル声優による吹替が制作されホーマー役に復帰。2008年5月4日にはこのことに感謝して「シンプソンズファン感謝祭」を主催。これをきっかけに『ザ・シンプソンズ』のDVDが発売されるとファンと声優でシンプソンズファン感謝祭を開催するようになり、2013年までに5回開催されていた。なお、大平は原語版のホーマー役であるダン・カステラネタや原作者のマット・グレーニングと対面しており本人公認となっている。
『スター・ウォーズ・シリーズ』では旧三部作でダース・ベイダーの声を担当、新三部作エピソード3『シスの復讐』（2005年）でも引き続き声を担当した。これは監督であるジョージ・ルーカスが、日本語吹替え版の大平の声を気に入り直々に指名したものだという。シリーズを通して、オフィシャルな吹き替えで旧シリーズと新シリーズの両方で同一キャラクターを担当したのは大平のみである。

## 出演
太字はメインキャラクター。

### テレビアニメ
1963年
- 鉄腕アトム (アニメ第1作)

1965年
- ジャングル大帝（1965年、役名不明 /1966年、ロンメル） - 2シリーズ

1967年
- おらぁグズラだど（1967年 - 1988年、グズラ） - 2シリーズ

1968年
- 怪物くん（TBS版）（ホラ貝ホーラ）

1969年
- ハクション大魔王（1969年 - 1970年、ハクション大魔王）

1970年
- いなかっぺ大将（大柿矢五郎）

1971年
- カバトット（カバ）

1972年
- かいけつタマゴン（タマゴン）
- 科学忍者隊ガッチャマン（1972年 - 1974年、南部博士）

1974年
- 小さなバイキングビッケ（代官）
- てんとう虫の歌（岩倉鉄之助）

1976年
- ポールのミラクル大作戦（ベルトサタン）

1977年
- 一発貫太くん（野球十兵衛）
- ヤッターマン（鬼）

1978年
- 科学忍者隊ガッチャマンII（1978年 - 1979年、南部博士）
- 100万年地球の旅 バンダーブック（ゾービ王）
- ルパン三世 (TV第2シリーズ)

1979年
- 科学忍者隊ガッチャマンF（1979年 - 1980年、南部博士）

1980年
- とんでも戦士ムテキング（タコキチ）

1981年
- ダッシュ勝平（誠一郎）

1983年
- 未来警察ウラシマン（権藤透）

1984年
- OKAWARI-BOY スターザンS（ダースベーロー）
- よろしくメカドック（神崎周治）
- ルパン三世 PARTIII（1984年 - 1985年）

1985年
- おねがい!サミアどん
- 炎のアルペンローゼ（アンリ・ギザン）

1988年
- おそ松くん（1988年 - 1989年、デカパン、ボス、クミコのパパ）

1989年
- 笑ゥせぇるすまん（1989年 - 1992年、喪黒福造）

1991年
- おれは直角（立花薫）
- ルパン三世 ナポレオンの辞書を奪え（ヘーカー）

1992年
- さすらいくん（喪黒福造）

1999年
- 週刊ストーリーランド（ナレーション）
- 紀末伝説ワンダフルタツノコランド -円盤星人UBO-（ハクション大魔王）

2000年
- ONE PIECE（ガイモン）

2001年
- よばれてとびでて!アクビちゃん（ハクション大魔王、おとたま校長）

2004年
- 十兵衛ちゃん2 -シベリア柳生の逆襲-（柳生宗矩）

2005年
- バジリスク 〜甲賀忍法帖〜（徳川家康）

2006年
- アクビガール（アバンナレーション）

2008年
- スレイヤーズREVOLUTION（ゴ村長）

2009年
- エグザムライ戦国（六堂）
- おじゃる丸（電ボ四十郎）
- 夢をかなえるゾウ（釈迦）

### 劇場アニメ
1961年
- 安寿と厨子王丸（子熊のモク）

1978年
- ルパン三世 ルパンVS複製人間（スタッキー特別補佐官）

1980年
- サイボーグ009 超銀河伝説（ゾア）
- ヤマトよ永遠に（スカルダート）

1989年
- おそ松くん スイカの星からこんにちはザンス!（デカパン）

2001年
- ドラえもん のび太と翼の勇者たち（ジーグリード）

2004年
- ドラえもん のび太のワンニャン時空伝（大統領）

### OVA
1990年
- おそ松くん イヤミはひとり風の中（デカパン）

1992年
- マグマ大使（ゴア）

2007年
- 銀河鉄道物語 〜忘れられた時の惑星〜（マシュー）

2010年
- ONE PIECE FILM STRONG WORLD EPISODE:0（ガイモン）

2012年
- 一発必中!!デバンダー（キングブル）

### 吹き替え

#### 担当俳優
ジェームズ・アール・ジョーンズ
- スター・ウォーズ・シリーズ（ダース・ベイダー） 
  - スター・ウォーズ エピソード5/帝国の逆襲（1989年）※ソフト版
  - スター・ウォーズ エピソード4/新たなる希望（1991年）※ソフト版
  - スター・ウォーズ エピソード6/ジェダイの帰還（1991年）※ソフト版
  - スター・ウォーズ エピソード3/シスの復讐（2005年）※劇場公開版
  - スター・ツアーズ:ザ・アドベンチャーズ・コンティニュー（2013年）
  - スター・ウォーズ 反乱者たち（2015年）

- スニーカーズ（1993年、バーナード・アボット）※ソフト版

ジャック・クラグマン
- おかしなカップル（1971年 - 1977年、オスカー・マディソン）※フジテレビ版、東京12ch版
- かわいそうな悪魔（1976年、バーネット・J・エマーソン）※NHK版

ジョージ・C・スコット
- 黄色いロールス・ロイス（1972年、パオロ・マルティーズ）※NET版
- おれの女に手を出すな（1973年、タンク大佐）※NET版
- 王子と乞食（1980年、ラフラー）※テレビ朝日版版
- イルカの日（1981年、ジェイク・テリル）※LD版
- パットン大戦車軍団（1982年、ジョージ・パットン将軍）※LD版

チャールズ・ダーニング
- ザ・コップ（1989年、ダッチ・ペルツ ）※テレビ朝日版
- 名探偵モンク ※NHK版
  - 第76話『鼻血が止まらない!』（2007年、ハンク・ジョハンソン）

テリー・サバラス
- インディアン狩り（1973年、ジム・ハウイー）※NET版
- FBIの敵No1（1973年、エド・クレメンテ）※NET版
- バルジ大作戦（1973年、ガフィー軍曹）※NET版
- 狼の挽歌（1974年、アル・ウェーバー）※NET版
- 偉大な生涯の物語（1974年、ポンティウス・ピラトゥス）※NET版
- 戦略大作戦（1977年、ビッグ・ジョー）※フジテレビ版
- マーク・レスター/可愛い冒険者（1977年、メンフィス）※テレビ朝日版
- ダイヤモンドの犬たち（1979年、ハリー・ウェッブ）※テレビ朝日版
- マッケンナの黄金（1979年、ティッブス軍曹）※テレビ朝日版
- カプリコン・1（1981年、アルバイン）※テレビ朝日版
- 大西洋を乗っ取れ!（1981年、クレイグ・ダンレヴィ）※テレビ朝日版
- 不思議の国のアリス（1991年、チェシャ猫）※NHK版

フェルナンド・レイ
- フレンチ・コネクション・シリーズ（アラン・シャルニエ）
  - フレンチ・コネクション（1974年）※フジテレビ版
  - フレンチ・コネクション2（1977年）※フジテレビ版

ブライアン・キース
- 風とライオン（1980年、セオドア・ルーズベルト）※テレビ朝日版
- シャーキーズ・マシーン（1987年、パパ）※テレビ朝日版
- ヤングガン（1991年、バックショット・ロバーツ）※フジテレビ版

ブライアン・ブレスド
- スター・ウォーズ エピソード1/ファントム・メナス（1999年、ボス・ナス）※劇場公開版
- LEGO スター・ウォーズ エンパイア・ストライクス・アウト（2013年、ボス・ナス）※ソフト版

ボブ・ジョンソン
- スパイ大作戦（1967年 - 1973年、指令の声）※フジテレビ版
- 新スパイ大作戦（1991年、指令の声）※日本テレビ版

#### 映画
1958年
- 宇宙への冒険 ※劇場公開版

1961年
- 謎の大陸アトランティス（大僧正〈エドワード・プラット〉）※劇場公開版

1967年
- お熱いのがお好き（マリガン警部〈パット・オブライエン〉）※NET版

1970年
- 黒い罠（ハンク・クインラン 〈オーソン・ウェルズ〉）※NET版

1973年
- シャラコ（シャラコ〈ショーン・コネリー〉）※フジテレビ版

1974年
- 俺たちに明日はない（バック・バロー〈ジーン・ハックマン〉）※NET版
- ハスラー（ミネソタ・ファッツ〈ジャッキー・グリーソン〉）※フジテレビ版
- まぼろしの市街戦（アレクサンダー・マクビベンブルック大佐 〈アドルフォ・チェリ〉）※NET版

1975年
- 007/危機一発（エルンスト・スタヴロ・ブロフェルド〈アンソニー・ドーソン〉）※TBS版
- 駅馬車（ブーン医師〈トーマス・ミッチェル〉）※NET版

1976年
- 王になろうとした男（ピーチ・カーネハン〈マイケル・ケイン〉）※機内上映版
- 片腕カンフー対空とぶギロチン（フンシェン〈カム・カン〉）

1977年
- 地獄に堕ちた勇者ども（ヨアヒム・フォン・エッセンベック〈ラインハルト・コルデホフ〉）※テレビ朝日版

1978年
- マジェステック（フランク・レンダ 〈アルフレッド・レッティエリ〉）※TBS版

1979年
- 脱出（ブラード保安官〈ジェームズ・ディッキー〉）※テレビ朝日版
- 北京原人の逆襲（ナレーション）※フジテレビ版
- 続・荒野の用心棒（ジャクソン少佐 〈エドアルド・ファヤルド 〉）※テレビ朝日版
- ケイン号の叛乱（トーマス・キーファー大尉〈フレッド・マクマレイ〉）※フジテレビ版
- ヤング・フランケンシュタイン（ケンプ警部 〈ケネス・マース〉）※テレビ朝日版

1980年
- スーパーマン（スーパーマン/クラーク・ケント〈クリストファー・リーヴ〉）※機内上映版
- エル・ドラド（バート・ジェイソン 〈エドワード・アズナー〉）※フジテレビ版

1982年
- 1941（ウォード・ダグラス〈ネッド・ビーティ〉）※TBS版
- 未知との遭遇（ワイルドビル〈ウォーレン・Ｊ・ケマーリング〉）※テレビ朝日版

1983年
- スーパーマン（ジョー＝エル〈マーロン・ブランド〉）※テレビ朝日版
- ミスター・ノーボディ（サリヴァン〈ジャン・マルタン〉）※テレビ朝日版

1984年
- おかしなおかしな石器人（トンダ〈ジョン・マトゥザック〉）※フジテレビ版
- マンハッタン無宿（マッケルロイ警部補〈リー・J・コッブ〉）※日本テレビ版

1985年
- ブラス・ターゲット（ジョージ・パットン〈ジョージ・ケネディ〉）※テレビ朝日版

1986年
- キングコング2（アンドリュー・インガーソル博士〈ピーター・マイケル・ゴーツ〉）※劇場公開版

1987年
- プロジェクトA（総督）※テレビ朝日版
- ネバーエンディング・ストーリー（ロックバイター〈アラン・オッペンハイマー〉）※テレビ朝日版

1990年
- ターゲット（シュローダー〈ハーバート・バーゴフ〉）※フジテレビ版

1992年
- ミュータント・ニンジャ・タートルズ2（スプリンター〈ケビン・クラッシュ〉）※劇場公開版
- シンドバッド黄金の航海（精霊 〈ロバート・ショウ〉）※テレビ朝日版
- ダイナウォーズ 恐竜王国への大冒険（ビッグ〈R.A.ミハイロフ〉）※劇場公開版
- バットマン（ジャック・ネーピア / ジョーカー〈ジャック・ニコルソン〉）※TBS版

1994年
- ネバーエンディング・ストーリー 第2章（ロックバイター〈コリン・ギルダー〉）※テレビ朝日版

1996年
- ネバーエンディング・ストーリー3（ロックバイター〈フレデリック・ウォーダー〉）※テレビ朝日版

1999年
- ミッション:インポッシブル（指令の声〈ヘンリー・ツェニー〉）※フジテレビ版

2000年
- ビーン（ブルータス警部補〈リチャード・ガント〉）※フジテレビ版

2001年
- アフターショック/ニューヨーク大地震（ブルース・リンカーン 〈チャールズ・S・ダットン〉）※フジテレビ版
- ブラッダ（チャンドラー・モファット〈ロイド・ベリー〉）※ソフト版
- キャッツ&ドッグス（マスティフ〈チャールトン・ヘストン〉）※劇場公開版

2002年
- A.I.（テディ〈ジャック・エンジェル〉）※ソフト版

2003年
- ペイバック（ヒックス警部〈ビル・デューク〉）※テレビ朝日版

#### ドラマ
時期不明
- 超人ハルク'90（ウィルソン・フィスク / ジョン・リス＝デイヴィス）※ビデオ版

1956年
- スーパーマン（1956年 - 1960年、クラーク・ケント / スーパーマン〈ジョージ・リーヴス〉）※ラジオ東京版
- 平原児シスコ・キッド（キャントウェル）

1963年
- 空の王者スカイキング（スカイキング〈カービィ・グラント〉）※日本テレビ版

1969年
- 0011ナポレオン・ソロ ※日本テレビ版
  - 第90話『マシンガン ソロ』（ハリー・ベルドン〈アルバート・デッカー〉）

1976年
- 刑事コロンボ ※NHK版
  - 第31話『5時30分の目撃者』（カール・ドナー〈スティーブン・エリオット〉）

1977年
- 地上最強の美女バイオニック・ジェミー ※日本テレビ版
  - 第7話『女王はワシの背に乗って』（レイ・レイモンド〈バート・パークス〉）

- スペース1999 ※TBS版
  - 第18話『宇宙の悪魔・地獄のマシーン』（グエント〈レオ・マッカーン〉）

1988年
- ジェシカおばさんの事件簿 ※NHK版
  - 第9話『最後の幕が下りる時』（アナトーリ・カルゾフ少佐〈ウィリアム・コンラッド〉）

1989年
- 特攻野郎Aチーム ※テレビ朝日版
  - 第82話『必殺！最後の大血戦』（ギャングのボス）

- ジェシカおばさんの事件簿 ※NHK版
  - 第39話『死を招く秘め事の記録』（サル・ドミノ〈ヴィク・タイバック〉）
  - 第47話『殺しの仕上げは願い下げ』（バーニー・ケール警部補〈パット・ヒングル〉）

1996年
- 名探偵ポワロ ※NHK版
  - 第44話『ゴルフ場殺人事件』（ジロー〈ビル･ムーディ〉）

#### アニメ
1956年
- わんわん物語（ボリス〈アラン・リード〉）※劇場公開版

1960年
- 眠れる森の美女（グーン〈キャンディ・キャンディード〉）※劇場公開版

1961年
- 恐妻天国（フレッド・フリントストーン）※フジテレビ版

1963年
- ベニーの冒険旅行（セシル）

1964年
- 科学冒険まんがJQ（#20〈TBSでは#19〉）

1966年
- 秘密探偵クルクル（イエローピンキー〈ポール・フリーズ〉）※NET版

1992年
- ザ・シンプソンズ（1992年 - 2006年、ホーマー・シンプソン〈初代〉〈ダン・カステラネタ〉、プーチー、爆発親父役の声優）※WOWOW版

1994年
- パパはグーフィー（ピート）
- ナイトメアー・ビフォア・クリスマス（町長〈グレン・シャディックス〉）

1996年
- 鳥たちの戦争 オリバーとオリビア（ヴァーギン〈クラウス・リスケア〉）

1998年
- ムーラン（ファ家の先祖〈ジョージ・タケイ〉）

2000年
- ファンタジア2000（クインシー・ジョーンズ）※ソフト版

2002年
- モンスターズ・インク（ヘンリー・J・ウォーターヌース社長〈ジェームズ・コバーン〉）
- ハウス・オブ・マウス（2002年 - 2003年、ピート）

2004年
- ムーラン2（ファ家の先祖〈ジョージ・タケイ〉）

2006年
- ミッキーマウス クラブハウス（2006年 - 2011年、ピート〈初代〉）

2008年
- ザ・シンプソンズ MOVIE（ホーマー・シンプソン〈ダン・カステラネタ〉）※ソフト版

2011年
- LEGO スター・ウォーズ パダワン・メナス（ダース・ベイダー〈フィル・ラマール〉）

2012年
- ロボット・チキン（ダース・ベイダー）※ソフト版

2013年
- LEGO スター・ウォーズ エンパイア・ストライクス・アウト（ダース・ベイダー〈マット・スローン〉）※ソフト版
- ミッキーマウス!（2013年 - 2015年、ピート〈初代〉）

#### 人形劇
1965年
- 海底大戦争 スティングレイ ※TBS版
  - 第20話『無敵戦艦ケチラス号』（ワンマン大統領）

### ゲーム
1993年
- 藤子不二雄Aの笑ゥせぇるすまん（喪黒福造）※メガCD版

2001年
- サクラ大戦3 〜巴里は燃えているか〜（カルマール公爵）

2002年
- キングダム ハーツ（メイヤー）
- スペースチャンネル5 パート2（ピース大統領）
- ディズニーゴルフクラシック（ピート）

2005年
- キングダム ハーツII（ピート、メイヤー）
- スター・ウォーズ エピソード3/シスの復讐（ダース・ベイダー）

2008年
- 白騎士物語（ドン・ガマローネ）
- ソウルキャリバーIV（ダース・ベイダー）
- タツノコ VS. CAPCOM CROSS GENERATION OF HEROES（ハクション大魔王）※Wii版

2009年
- キングダム ハーツ コーデッド（ピート）
- キングダム ハーツ 358/2 Days（ピート）

2010年
- キングダム ハーツ バース バイ スリープ（ピート）
- キングダム ハーツ Re:コーデッド（ピート）

2012年
- ガールズRPG シンデレライフ（喪黒福造）
- キングダム ハーツ 3D ［ドリーム ドロップ ディスタンス］（ピート、ジュリアス）

2013年
- ディズニー エピックミッキー2:二つの力（ピート）

2014年
- キングダム ハーツ HD 2.5 リミックス（ピート、メイヤー）

### 特撮
1964年
- 忍者部隊月光（ナレーター）

1965年
- スパイキャッチャーJ3（タイガー首領の声）

1966年
- マグマ大使（ゴアの声およびスーツアクター）

1967年
- マグマ大使（藤波博士、ニュースキャスター）

1968年
- ジョー90 第1話 - 第5話（ナレーター）

1971年
- 宇宙猿人ゴリ（スペクトルマン）（倉田室長）

1973年
- 風雲ライオン丸（アグダーの声〈初代〉）

1975年
- アクマイザー3（ダルニアの父の声）
- 秘密戦隊ゴレンジャー（1975年 - 1977年、ナレーター〈15話からの2代目〉）

1976年
- 秘密戦隊ゴレンジャー 爆弾ハリケーン（ナレーター）

1977年
- ジャッカー電撃隊（ナレーター）

1978年
- ジャッカー電撃隊VSゴレンジャー（ナレーター）
- スパイダーマン（1978年 - 1979年、ナレーター）

1979年
- バトルフィーバーJ（ナレーター）

1980年
- 電子戦隊デンジマン（ナレーター）
- 劇場版 電子戦隊デンジマン（ナレーター）

1981年
- 太陽戦隊サンバルカン（ナレーター）
- 劇場版 太陽戦隊サンバルカン（ナレーター）

1982年
- 大戦隊ゴーグルファイブ（ナレーター）
- 劇場版 大戦隊ゴーグルファイブ（ナレーター）

1983年
- 科学戦隊ダイナマン（ナレーター）
- 劇場版 科学戦隊ダイナマン（ナレーター）

1984年
- 宇宙刑事シャイダー（ナレーター）

1985年
- 巨獣特捜ジャスピオン（ナレーター）

1986年
- 時空戦士スピルバン（ナレーター）

1988年
- 世界忍者戦ジライヤ（ナレーター）

1989年
- 機動刑事ジバン（ナレーター）

1992年
- 恐竜戦隊ジュウレンジャー（ナレーター）

1995年
- 超力戦隊オーレンジャー（皇帝バッカスフンドの声）
- 劇場版 超力戦隊オーレンジャー（皇帝バッカスフンドの声）

1996年
- 超力戦隊オーレンジャー オーレVSカクレンジャー（皇帝バッカスフンドの声）

### テレビドラマ
- 日真名氏飛び出す（KR）
- 勝利者（1956年、KR）
- わが輩ははなばな氏（1956年、KR）
- ありちゃんのおかっぱ侍（1957年、KR / 大阪テレビ放送）
- 右門捕物帖（1957年、KR）
- 人名（1957年、KRテレビ）
- 愛情物語（1957年、KRテレビ）第3話「やどかり」[80]
- マンモスタワー（1958年、KR）
- 人知れずこそ（1958年、KR）
- まぼろし探偵（KR） - 富士警部
- 風雲三剣士（1959年、フジテレビ）
- 指名手配 第15・16話「逃亡十三年 前・後篇」（1960年1月27日、2月3日、NET）
- 奔流（1960年、NET）
- 少年探偵団（1960年、フジテレビ） - 怪人二十面相[30]
- 次郎長三国志（1964年、フジテレビ）
- 愛妻くんこんばんは[81][注釈 10] - 第5回「赤信号よ奥様」（1967年10月29日、TBS）
- 俺は透明人間! 第1話「謎のどくろ団」（1970年、フジテレビ）
- 太陽にほえろ! 第48話「影への挑戦」（1973年6月15日、日本テレビ） - 黒幕の声
- ザ★ゴリラ7（NET） - ナレーター
- サイコメトラーEIJI（日本テレビ） - タイトルナレーション、山口警視総監

### 映画
- 恋の羊が海いっぱい（1961年、岩波映画） - 解説
- ザ・スパイダースのバリ島珍道中（1968年、日活） - 司令の声
- ルパン三世 念力珍作戦（1974年、東宝） - 大ボスの声[82]

### ラジオ
- ルーテル・アワー
- この人を見よ - 『ルーテル・アワー』の姉妹番組。
- 心の友 - キリスト教視聴覚センター（AVACO）製作の宗教番組。
- 赤胴鈴之助（ラジオ東京）
- シーグラー・ゴルフジョッキー「大平透のナイスショット」（ラジオ関西 他）
- FMバラエティ内「大平透の歌謡大作戦」（FM愛知・FM福岡 他）
- 証拠（1959年、通訳[83]）
- ある月光曲（1960年、オオミミ[84]）
- TBSラジオ『爆笑問題の日曜サンデー』特集「タツノコプロ 50周年」（2012年7月29日放送）

### レコード
- コロムビアステレオ試聴用レコード（日本コロムビア） - ナレーター

### CD
- m-flo「m-flo inside」 - 喪黒福造に扮したナレーションでインタールードに参加
- 紫電改のタカ - 当時のことを知る本人が、語り部として出演。2015年に収録。

### バラエティ
- オレたちひょうきん族「タケちゃんマン7」（ナレーション）
- 開運!なんでも鑑定団（喪黒福造の声）
- ザ・チーター（ザ・チーターの声）
- THE フィッシング（ナレーターだが、取材現場で顔出しすることもあった）
- シルシルミシルさんデー（ショベルカーの声）
- 追跡（小林完吾の代役で小林司会時のみ影の声を担当）
- とんねるずのみなさんのおかげです「スパイ大作戦'90」（ナレーション / 指令テープの声）
- トリビアの泉 〜素晴らしきムダ知識〜（一部のナレーション）
- 光子の窓
- 料理の別人（ナレーション）
- リンカーン（1000円ヒーローのコーナーナレーション）
- 笑っていいとも！「ザックリいきまショー」（ゲスト出演）

### CM
- 田辺製薬  - 長期契約していた関係から、『八木治郎ショー』から『すてきな出逢い いい朝8時』まで続いたバラエティ番組で生CM、「新ノバポンGO」のCMではCMキャラクター・ハクション大魔王の声で出演
- ウィルソン「テンオール」 - 顔出し出演
- 岐阜メガネセンター（1980年代前半） - 顔出し出演
- NEC「speax5」 - 喪黒福造の声
- サントリー「カールスバーグ」（1995年 - 1996年）
- サントリーフーズ「C.C.レモン」 - ホーマー・シンプソンの声
- 関西服装「シーグラー」（紳士服）
- 豊田商事（1983年） - 顔出し出演
- 大ジャスコ祭り（1984年） - ナレーション
- 大原松露饅頭
- BSAとACCSの共同製作CM
- 東京都「悪質商法撲滅キャンペーン」（1991年） - 喪黒福造の声
- 任天堂 「スーパーゲームボーイ」（1994年） - ドンキーコングの声
- 違法コピー撲滅キャンペーン（2000年 - 2001年） - 喪黒福造の声
- ミスタードーナツ「ふわふわモンブラン」 - ホーマー・シンプソンの声
- 日産・キューブ（2009年） - 今だけナビキャンペーン・ブルドッグの声
- 日本振興銀行（2009年） - ハクション大魔王の声
- キリンビール 氷結（2009年） - ナレーション
- KINCHO「ノロキンクリア」（2009年）
- NTTドコモ（2010年） - ダース・ベイダーの声
- 花粉症対策広報（2011年） - ハクション大魔王の声
- サントリー「黒烏龍茶」（2011年 - ） - 喪黒福造の声
- パナソニック「家じゅうどこでもドアホン」（2013年） - 喪黒福造の声
- 健康保険組合連合会「あしたの健保プロジェクト」（2014年） - 喪黒福造の声

### その他コンテンツ
- シンプソンズファン感謝祭（主催者）
- CRフィーバースター・ウォーズ ダース・ベイダー降臨（ダース・ベイダー）

## 代役・後任
大平の入院に伴う代役、または死後に持ち役を引き継いだ人物は以下の通り。ただし、声優陣が一新された作品は除外する。
| 後任       | 役名             | 概要作品                                  | 代役の初担当作品                         |
| ---------- | ---------------- | ----------------------------------------- | ---------------------------------------- |
| 楠大典     | ダース・ベイダー | 「スター・ウォーズ・シリーズ」            | 『スター・ウォーズ 反乱者たち』シーズン2 |
| 楠大典     | オッドボール軍曹 | 『戦略大作戦』                            | 吹替完全版追加収録部分                   |
| 森山周一郎 | カザン隊長       | 『ホラー・エクスプレス/ゾンビ特急地獄行』 | [ 注釈 11 ]                              |
| 北川勝博   | ピート           | 「ディズニー」                            | 『ミッキーマウス!』第43話                |
| 福田信昭   | バック・バロウ   | 『俺たちに明日はない』テレビ朝日版        | WOWOW版追加収録部分                      |
| 玄田哲章   | 喪黒福造         | 『笑ゥせぇるすまん』                      | 『笑ゥせぇるすまんNEW』                  |
| 長嶝高士   | デカパン         | 『おそ松くん』テレビアニメ第2作           | パチスロ『おそ松くん』                   |
| 銀河万丈   | ナレーター       | 「グーフィーの短編映画シリーズ」          | 『グーフィーのステイホーム教室』         |

### シリーズ一覧
1. ↑  『モノクロ版』（1967年 - 1968年）、『リメイク版』（1987年 - 1988年）